# 傩戏
傩戏是由傩舞发展而来的戏曲剧种。演员多佩戴代表神灵的面具，部分地区则涂面化妆。表演动作较为原始，音乐多用锣鼓伴奏、人声帮和。演出时间多在特定节日，平时一般不表演。主要流传于黄河流域、长江流域和西南地区，包括汉、侗、苗、壮、瑶、彝、土家、布依、仡佬、藏、门巴、蒙古等民族。
电影《千里走单骑》中有关于傩戏的情节。
进入国非遗名录的傩戏包括：河北武安的武安傩戏，安徽池州的池州傩戏，湖南新晃的侗族傩戏、沅陵的沅陵辰州傩戏、冷水江的梅山傩戏、临武的临武傩戏，贵州德江的德江傩堂戏、道真的仡佬族傩戏、荔波的荔波布依族傩戏、金沙的庆坛，江西万载的万载开口傩、德安的德安潘公戏，湖北鹤峰的鹤峰傩戏、恩施市的恩施傩戏，山西曲沃的任庄扇鼓傩戏。

## 研究書目
- 廣田律子著，王汝瀾等譯：《「鬼」之來路——中國的假面與祭儀》（北京：中華書局，2005）。